# Idomacromia lieftincki
Idomacromia lieftincki – gatunek ważki z rodziny Synthemistidae. Występuje w Afryce Subsaharyjskiej; stwierdzony w Gabonie, Gwinei, Liberii i Senegalu; prawdopodobnie występuje też w innych krajach Afryki Zachodniej i niektórych krajach Afryki Środkowej.